# Kotscherigin DI-6
Die Kotscherigin DI-6 (russisch Кочеригин ДИ-6) war ein zweisitziges sowjetisches Jagdflugzeug und wurde in den 1930er-Jahren von Sergei Kotscherigin und Wladimir Jazenko entwickelt. Das Kürzel DI steht für Dwuchmestni istrebitel (Двухместний истребитель), was „zweisitziges Jagdflugzeug“ bedeutet.

## Geschichte
Der Konstruktion gingen Überlegungen voraus, wie ein Jagdflugzeug am besten gegen Angriffe feindlicher Jäger zu schützen sei. Demzufolge bekam die DI-6 hinter dem Pilotensitz eine Kabine für einen Bordschützen, der mit einem beweglichen SchKAS-Maschinengewehr das Flugzeug gegen Angriffe von hinten verteidigen sollte.
Die Maschine wurde als Doppeldecker in Gemischtbauweise konstruiert, wobei der kleinere Unterflügel einen Knick erhielt. Um das Schussfeld für den Heckschützen nach unten hin möglichst groß zu gestalten, wurde das Höhenleitwerk sehr hoch angesetzt. Die Haupträder konnten in den Rumpf eingefahren werden.
1935 begannen die Piloten J. P. Federow und W. A. Stepantschjonok die Flugerprobung des als ZKB-11 bezeichneten Prototyps mit einem Wright-R-1820-Motor, die erfolgreich verlief und den Auftrag zur Serienfertigung nach sich zog. Da es mit der Lieferung des vorgesehenen M-25-Triebwerkes jedoch Schwierigkeiten gab, verzögerte sich die Produktion bis 1937. Produziert wurden bis 1938 über 200 Exemplare, die 1939 während der Kämpfe am Chalchin Gol erstmals eingesetzt wurden. Dort waren die DI-6 durch das Überraschungsmoment anfangs erfolgreich, da sie von den Japanern für Polikarpow I-153 ohne Heckbewaffnung gehalten wurden.
Die Trainingsversion mit Doppelsteuer erhielt die Bezeichnung DIT und stand teilweise noch zu Beginn des Deutsch-Sowjetischen Krieges bei den Schuleinheiten im Einsatz.
Es erschien noch eine Variante mit stärkerer Bewaffnung, die als DIS-6Sch oder auch als ZKB-38 bezeichnet wurde. Sie hatte unter den Tragflächen zwei Waffenbehälter mit je zwei 7,62-mm-MGs SchKAS. Gebaut wurden davon nur etwa 20 Stück. Eine dieser Maschinen wurde als vereinfachte Variante umgebaut und mit einem starren Fahrwerk ausgestattet. Als Antrieb diente ein M-25B, die Bezeichnung lautete Di-6bis oder Samoljot 21. Als Jagdtrainer wurde ferner eine Variante DI-6T mit Doppelsteuerung hergestellt.

## Technische Daten

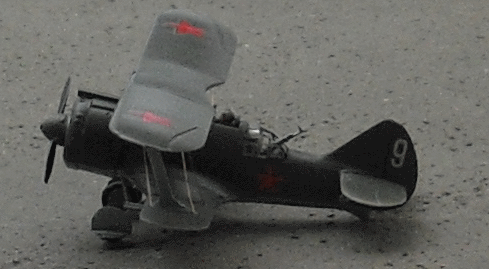
Modell der Schlachtfliegerversion DI-6Sch

| Kenngröße             | Daten |
| --------------------- | --- |
| Konstrukteure         | S. A. Kotscherigin, W. P. Jazenko                                                                                                  |
| Besatzung             | 2 (Pilot, Bordschütze) |
| Länge                 | 7,00 m |
| Spannweite            | oben 10,00 m unten 7,49 m |
| Höhe                  | 3,20 m |
| Flügelfläche          | 25,15 m² |
| Leermasse             | 1407 kg |
| max. Startmasse       | 1987 kg |
| Höchstgeschwindigkeit | 372 km/h in 3000 m |
| Dienstgipfelhöhe      | 8000 m |
| Reichweite            | 550 km |
| Triebwerk             | ein luftgekühlter Sternmotor M-25                                                                                                  |
| Leistung              | 522 kW (700 PS) |
| Bewaffnung            | zwei starre 7,62-mm-MG SchKAS unter den Flügeln ein bewegliches 7,62-mm-MG SchKAS im Heckstand vier 10-kg-Bomben unter den Flügeln |